# Richard Denton
Richard Denton (geboren 1603, nach anderen Angaben 1586 vermutlich in Warley, Yorkshire, England; gestorben vermutlich 1663 in Essex, England) war ein englischer Geistlicher, der zu den ersten englischen Siedlern auf Long Island zählte und mit Hempstead auf Long Island 1644 eine der ersten presbyterianischen Gemeinden in Amerika gründete.

## Leben
Nur wenige unsichere Details sind über Dentons Leben bekannt. Der Matrikel der Universität Cambridge zufolge erhielt er 1623 den B.A. am St. Catharine’s College, wurde am 8. Juni des Jahres zum Pfarrer ordiniert und wirkte in den folgenden Jahren als Pfarrer in Nordengland, erst in South Turton bei Bolton, dann in Coley bei Halifax. Allerdings scheint es, dass Denton sich dem Presbyterianismus, der gemäßigten Strömung des Puritanismus, zuwandte. Die zunehmende Verfolgung der Puritaner in England nach 1629, vermutlich aber auch sein sehr bescheidenes Gehalt mögen zu Dentons Entschluss beigetragen haben, nach Neuengland auszuwandern.
Vermutlich erreichte er die Neue Welt gegen Ende der 1630er Jahre. Möglicherweise war Denton zu dieser Zeit auch bereits verwitwet, denn der Name seiner Frau geht aus den neuenglischen Kirchen- und Zivilregistern dieser Zeit nicht hervor; doch nahm er vermutlich alle seiner mindestens fünf Kinder mit nach Amerika. Denton ließ sich zunächst in Watertown, Massachusetts, dann in Wethersfield, Connecticut nieder. Nach Spannungen in der dortigen Kirchengemeinde verließ er diesen Ort mit einem Teil seiner Anhänger und gründete 1641 die Siedlung Stamford, Connecticut. Nachdem Unterhändler im Oktober 1643 mit den dort ansässigen Matinecock-Indianern einen Kaufvertrag über hochwertiges Weideland (die später so genannten Salisbury Plains) auf der Insel Long Island abgeschlossen hatten, verkaufte Denton sein Anwesen in Stamford, siedelte mit seiner Gemeinde dorthin über und gründete 1644 die Siedlung Hempstead.
Die Siedlung befand sich jedoch nicht auf englischem Gebiet, sondern auf dem der niederländischen Kolonie Nieuw Nederland, und so hatte Denton in der Folge als Pfarrer und Mitglied des Magistrats der Siedlung vor allem Rücksicht auf die Interessen der Niederländer zu nehmen. So verhielt sich Hempstead unter Dentons Führung im ersten Englisch-Niederländischen Krieg (1652–1654) neutral. Denton war den Niederländern auch deshalb ein angenehmer Nachbar, weil sein gemäßigter Presbyterianismus den Lehren der Niederländisch-reformierten Kirche sehr nahestand. So schrieb Samuel Drisius, der Pfarrer von Nieuw Amsterdam, 1657 in einem Brief an die Kirchenleitung in Amsterdam, Denton sei ein „ehrlicher, frommer und gelehrter Mann“, und auch Pieter Stuyvesant drückte in einem auf 29. Juli 1657 datierten Brief an den Magistrat von Hempstead seine Wertschätzung gegenüber Denton aus. Dentons Bedeutung für die neuenglische Kirchengeschichte unterstrich Cotton Mather, der Denton in seinen 1702 erschienenen Magnalia Christi Americana ein eigenes Kapitel widmete. Denton war, so Mather, „ein kleiner Mann, doch mit einer großen Seele. Ich glaube, er war auf einem Auge blind, doch war er nicht der geringste unter den Sehern Israels; er sah einen Gutteil dessen, was das Auge nicht zu sehen vermag“ Cotton zufolge schrieb Denton auch ein system, also ein theologisches Traktat, mit dem Titel Soliloquia Sacra über Unschuld, Fall und Erlösung des Menschen.
Aus unbekannten Gründen kehrte Denton 1659 nach England zurück, möglicherweise um eine Erbschaft anzutreten, und starb gegen 1662/63 vermutlich in der Grafschaft Essex. Seine Söhne Nathaniel, Richard, Samuel und Daniel Denton verblieben in Amerika; in den folgenden Jahrhunderten haben Nachkommen Dentons wiederholt eine bedeutende Rolle in der Geschichte Long Islands gespielt.